# أوزيل جونز
أوزيل جونز (بالإنجليزية: Ozell Jones)‏ مواليد 20 نوفمبر 1960 في لونغ بيتش - الوفاة 07 سبتمبر 2006، كان لاعب كرة سلة أمريكي. بدأ مسيرته الاحترافية في سنة 1984. تم اختياره من قبل فريق سان أنطونيو سبرز خلال الدرافت. بلغ طوله 6 قدم 11 بوصة (2.1 م). اعتزل اللعب في 1994.

## المسيرة الاحترافية
لعب مع سان أنطونيو سبرز في موسم 1984–1985، ثم لعب مع باسكت نابولي في موسم 1985–1986، ثم لعب مع لوس أنجلوس كليبرز في سنة 1986.

## روابط خارجية
- أوزيل جونز على موقع إن بي أي (الإنجليزية)
- أوزيل جونز على موقع سبورتس رفرنس (الإنجليزية)
- أوزيل جونز على موقع كلية كرة السلة في سبورتس رفرنس.كوم (الإنجليزية)
- أوزيل جونز على موقع ريلجم (الإنجليزية)
- أوزيل جونز على موقع بروبوليرز (الإنجليزية)